# Біргіт Ийгемеель
Біргі́т Ийге́меель (ест. Birgit Õigemeel; нар. 24 вересня 1988, Кохіла, СРСР) — естонська співачка та акторка. Представляла Естонію на Євробаченні 2013 в Мальме з піснею «Et Uus Saaks Alguse», де посіла 20-те місце.
Переможниця першого сезону національного телешоу «Естонія шукає суперзірку».

## Кар'єра
Переможниця першого сезону (2007) національного телешоу «Eesti otsib superstaari», що входить у світову серію Idol series.
У 2007 році дебютувала у п′єсі Шекспіра «Два веронці» у ролі Сільвії. На італійському фестивалі культури «L'Olivo d'Oro» 2007 року Бірґіт Ийгемеель стала першою не-італійкою, нагородженою Золотою пальмовою гілкою.
8 жовтня 2013 народила сина, якого назвала Сімеоном. 15 березня 2015 одружилася зі своїм партнером Індреком Саррапом і взяла його прізвище.

## Дискографія

### Альбоми
- «Birgit Õigemeel» (2008)
- «Ilus aeg» (2008)
- «Teineteisel pool» (2009)
- «Uus algus» (2013)

### Сингли
- «Kas tead, mida tähendab…» (2007)
- «365 Days» (2008)
- «Homme» (2008)
- «Ise» (2008)
- «Last Christmas» (2008)
- «Talve võlumaa» (2008)
- «Moonduja» (2009)
- «See öö» (2009)
- «Kahe vahel» (2009)
- «Põgenen» (з Койтом Томме) (2010)
- «Sinuga end elusana tunda võin» (з Бірґіт Вар'юні) (2010)
- «Iialgi» (з гуртом Violina) (2010)
- «Eestimaa suvi» (2010)
- «Parem on ees» (2011)
- «You're Not Alone» (з гуртом Violina) (2011)
- «Et uus saaks alguse» (2012)
- «Sea of Life» (з гуртом Violina) (2013)
- "Nii täiuslik see (2013)
- «Olen loodud rändama» (2013)
- «Lendame valguskiirusel» (2014)
- «Pea meeles head» (з Оттом Лепландом) (2014)
- «Kolm kuud» (2014)
- «Kingitus» (2014)